# Johann Riedl
Johann Riedl (* 4. Mai 1817 in Kaiserebersdorf; † 6. September 1870 in Salzburg) war Offizier der K.k. Armee und nach seiner Pensionierung als Hauptmann 1. Klasse von 1868 bis 1870 Direktor des Städtischen Museums Carolino Augusteum bzw. – wie es damals hieß –  Kustos des Salzburger städtischen Museums.

## Leben
Als Sohn eines k. k. Artillerieoffiziers wandte sich Johann Riedl auch der Offizierslaufbahn zu. 1837 wurde er Fähnrich im k.u.k. Infanterieregiment „Kronprinz Ferdinand von Rumänien“ Nr. 96 und 1838 Leutnant. 1840 musste er erstmals wegen eines Gehirnleidens vorübergehend außer Dienst gestellt. Im gleichen Jahr  wurde er reaktiviert, wurde 1849 Oberleutnant, 1859 Hauptmann 2. Klasse und kurz danach Hauptmann 1. Klasse. Nach seiner endgültigen Pensionierung am 1. September 1866 lebte er in Salzburg. Während seiner Militärkarriere hat er an dem Feldzug 1859 nach Italien und 1866 nach Südtirol teilgenommen.

## Tätigkeit im Städtischen Museum Carolino Augusteum
Bereits während seiner Militärzeit zeigte er historische Interessen, indem er beispielsweise ausgeschiedene Akten vor der Vernichtung bewahrte. Der Gesellschaft für Salzburger Landeskunde trat er bereits 1861 bei. In Salzburg begann er, eine Autographensammlung anzulegen und Belege für eine Salzburger Häuserchronik zu sammeln. Nachdem sein Vorgänger im Amt, der Museumsdirektor Vinzenz Maria Süß, im Mai 1868 verstorben war, wurde Riedl vom Salzburger Gemeinderat mit Wirkung zum 1. September 1868 zum Kustos des Salzburger städtischen Museums ernannt. In dieser Funktion begann er zusammen mit den Herren von Kraus, von Esebek und Schläger, einen Katalog der mehr als 20.000 Bände (einschließlich der Kupferstiche und Musikalien) umfassenden Bibliothek des Museums zu erstellen, zudem änderte die Aufstellung der Ausstellungsstücke nach kulturhistorischen Gesichtspunkten und verfasste einen Museumsführer. Auch leitete er den Ankauf der Waffensammlung des Grafen Ueberacker zu Sieghartstein in die Wege. Mit erst 53 Jahren und nach nur zweijähriger Tätigkeit als Kustos erlag er einem Schlaganfall.

## Werke
- Johann Riedl: Über die landesherrlichen Bilder-Gallerien des Erzstiftes Salzburg. In: Mitteilungen der Gesellschaft für Salzburger Landeskunde, Bd. 2, 1861/62, S. 191–254 (zobodat.at [PDF]).
- Johann Riedl: Salzburgs Zeitungswesen. In: Mitteilungen der Gesellschaft für Salzburger Landeskunde, Bd. 3, 1863, S. 289–461 (zobodat.at [PDF]).
- Johann Riedl: Marcus Sitticus, Erzbischof von Salzburg und sein Neffe Jakob Hanibal Graf von Hohenems. In: Mitteilungen der Gesellschaft für Salzburger Landeskunde, Bd. 4, 1864, S. 250–288.
- Johann Riedl: Blasius Höfel. Biographische Skizze. In: Mitteilungen der Gesellschaft für Salzburger Landeskunde, Bd. 4, 1864, S. 289–304.
- Johann Riedl: Salzburg's Domherren. Von 1514–1806. In: Mitteilungen der Gesellschaft für Salzburger Landeskunde, Bd. 7, 1867, S. 122–278.
- Johann Riedl: Kurze Geschichte des Landes Salzburg (Classic Reprint). Forgotten Books 2018, ISBN 978-1334635823.